# Voleibol na Universíada de Verão de 2025
O voleibol na Universíada de Verão de 2025 foi disputado na arena multiuso Max-Schmeling-Halle — nomeada em homenagem ao boxeador alemão Max Schmeling — em Berlim, na Alemanha, entre 16 e 24 de julho de 2025.

## Calendário
| Voleibol | Julho | Julho | Julho | Julho | Julho | Julho | Julho | Julho | Julho | Julho | Julho | Julho | Eventos |
| Voleibol | 16    | 17    | 18    | 19    | 20    | 21    | 22    | 23    | 24    | 25    | 26    | 27    | Eventos |
| -------- | ----- | ----- | ----- | ----- | ----- | ----- | ----- | ----- | ----- | ----- | ----- | ----- | ------- |
|          |       |       |       |       |       |       |       | 1     | 1     |       |       |       | 2       |

|  | Dia de competição |  | Dia de final |

## Medalhistas
| Evento    | Ouro        | Prata      | Bronze     |
| --------- | ----------- | ---------- | ---------- |
| Masculino | POL Polônia | BRA Brasil | ITA Itália |
| Feminino  | ITA Itália  | JPN Japão  | BRA Brasil |

## Quadro de Medalhas
| Atualizado em 22h 25min de 31 de julho de 2025 (UTC) | v d e |

| Ordem | País        | Medalha de ouro | Medalha de prata | Medalha de bronze |   |
| ----- | ----------- | --------------- | ---------------- | ----------------- | - |
| 1     | ITA Itália  | 1               |                  | 1                 | 2 |
| 2     | POL Polônia | 1               |                  |                   | 1 |
| 3     | BRA Brasil  |                 | 1                | 1                 | 2 |
| 4     | JPN Japão   |                 | 1                |                   | 1 |